# Corpos de bombeiros militares do Brasil
Os Corpos de Bombeiros Militares são corporações cuja principal missão consiste na execução de atividades de Defesa Civil, Prevenção e Combate a Incêndios, Buscas, Salvamentos e Socorros Públicos no âmbito de suas respectivas Unidades Federativas. Desde 1915 são considerados Força Auxiliar e Reserva do Exército Brasileiro, e integram o Sistema de Segurança Pública e Defesa Social do Brasil.
Seus integrantes, assim como os membros das Polícias Militares, são denominados Militares dos Estados pela Constituição Federal de 1988, sendo, dessa forma, subordinados, quando em serviço, à Justiça Militar estadual. Diferente do que ocorre com os militares federais, que seriam os integrantes das três Forças Armadas (Marinha, Exército e Força Aérea), que são subordinados a Justiça Militar da União, na primeira instância e ao Superior Tribunal Militar na última.

## Histórico
Os primeiros bombeiros militares surgiram na Marinha, devido os riscos de incêndio nos antigos navios de madeira; porém, eles existiam apenas como uma especialidade, e não como Corporação. A denominação de bombeiros deveu-se a operarem principalmente bombas d’água, toscos dispositivos em madeira, ferro e couro.

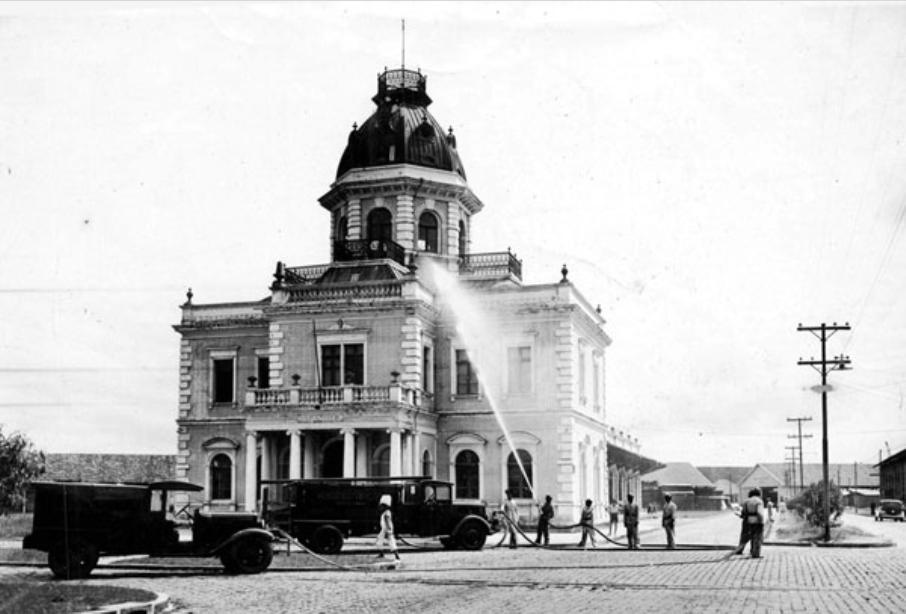
Treinamento do Corpo de Bombeiros do Paraná. Alfândega de Paranaguá.

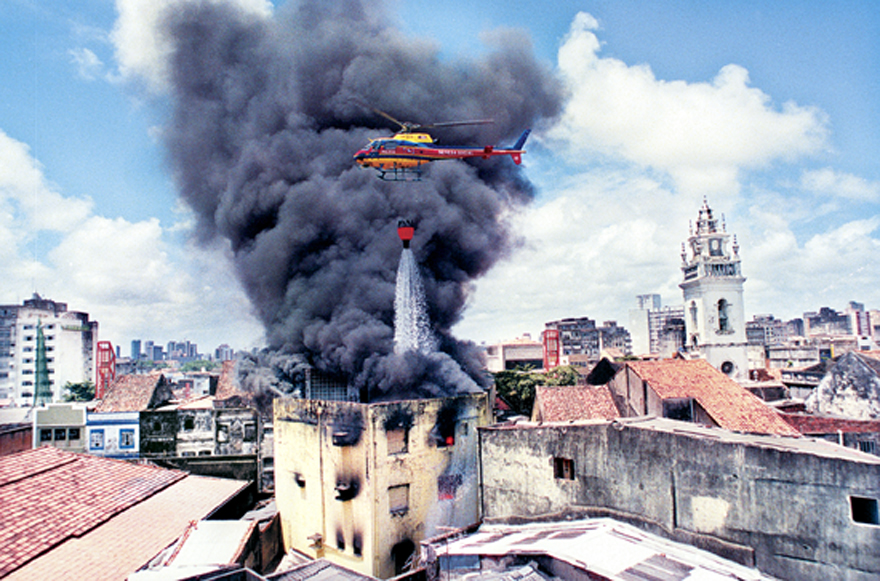
Combate a incêndio no Bairro São José - Recife. Corpo de Bombeiros de Pernambuco.

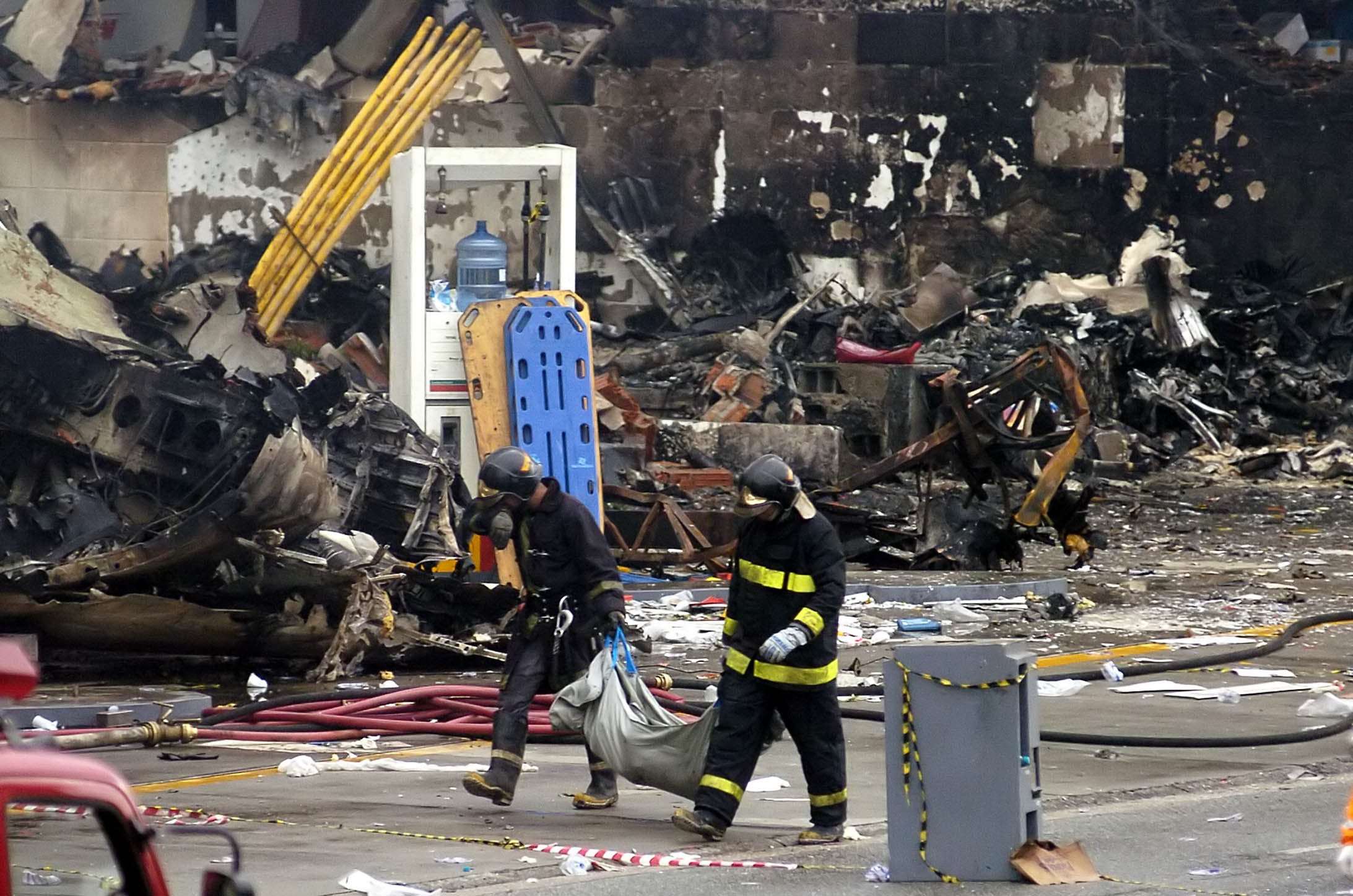
Corpo de Bombeiros de São Paulo. Resgate às vítimas de acidente aéreo - 2007.

No Brasil, a primeira Corporação de Bombeiros foi criada pelo Imperador D.Pedro II em 1856. No início ela não possuía caráter militar, fato esse já classificado como um problema pelo seu primeiro comandante o então Major Moraes Antas, em 1860 quando foi criado de maneira definitiva já é excluído de seus quadros a presença de civis tal feito ocorre por solicitação do Diretor Geral Moraes Antas que define a Disciplina Militar como caráter crucial para o combate a incêndio e foi somente em 1880 que seus integrantes passaram a ser classificados dentro de uma hierarquia militarizada.
Devido as afinidades culturais e linguísticas com a França, a Corporação passou a adotar como modelo os Sapeurs-Pompiers de Paris; os quais eram classificados como Arma de Engenharia Militar, e organizados para servirem como pontoneiros ou sapadores quando necessário. Até o fim do Império junto com o Corpo de Bombeiros de São Paulo (1880) foram os únicos corpos de Bombeiros-Militar a existirem.
Em 1881 é promulgado o novo regulamento do Corpo de Bombeiros da Corte que institui pela primeira vez o caráter de força auxiliar do exército, contando em seu texto:
Art. 1º O Corpo de Bombeiros da Côrte tem por fim principal o serviço de extincção de incendios na cidade do Rio de Janeiro e seus suburbios.
Paragrapho unico. Em caso de guerra, porém, o Governo poderá empregal-o como corpo de sapadores ou pontoneiros; dando-lhe, neste caso, a organização do batalhão de engenheiros.
17 de dezembro de 1881 é criado o primeiro Estado Maior em um Corpo de Bombeiros, sendo esse o Estado Maior do Corpo de Bombeiros da Corte.
Com a Proclamação da República, os Estados que possuíam melhores condições financeiras passaram a constituir seus próprios Corpos de Bombeiros. Ao contrário do Corpo de Bombeiros da Capital Federal, que desde o início fora concebido com completa autonomia, essas Corporações foram criadas dentro da estrutura das Forças Estaduais, antiga denominação das atuais polícias militares.
Em 1915 a legislação federal passou a permitir que as forças militarizadas dos Estados pudessem ser incorporadas ao Exército Brasileiro, em caso de mobilização nacional. Em 1917 a Brigada Policial e o Corpo de Bombeiros da Capital Federal tornaram-se oficialmente Reservas do Exército; condição essa a seguir estendida aos Estados. Nesse período os Corpos de Bombeiros, como integrantes das Forças Estaduais, participaram com brio dos principais conflitos armados que atingiram o país.
Essa condição foi alterada após as Revoluções de 1930 e de 1932; sendo imposto pelo Governo Federal a desmilitarização dos CBs em 1934. Isso objetivava diminuir o poderio das forças militares estaduais, as quais ameaçavam o equilíbrio do poder bélico no país. Com o final da Segunda Guerra Mundial e a conseqüente queda do Estado Novo, as Forças Estaduais voltaram ao completo controle dos Estados; passando-se a permitir a militarização dos CBs, desde que estes fossem reincorporados às PMs.
Em 1967 foi criada a Inspetoria Geral das Polícias Militares (IGPM), subordinada ao então Ministério da Guerra; a qual passou a gerenciar diversas mudanças nas estruturas das polícias militares (e por conseguinte nos Corpos de Bombeiros), inserindo padronizações e estabelecendo exclusividades.
Com o fim da Ditadura Militar e a instituição de uma nova Constituição em 1988, os Estados passaram a dispor de autonomia para administrar suas Forças de Segurança da maneira que melhor lhes conviesse. A maioria optou por desvincular os Corpos de Bombeiros das Polícias Militares.
O termo Militar foi inserido na década de noventa para destacar a condição dos Corpos de Bombeiros como Força Auxiliar e Reserva do Exército Brasileiro, bem como a de Militares dos Estados, situação essa reafirmada na Constituição Federal de 1988.

### Patrono Nacional dos CBMs

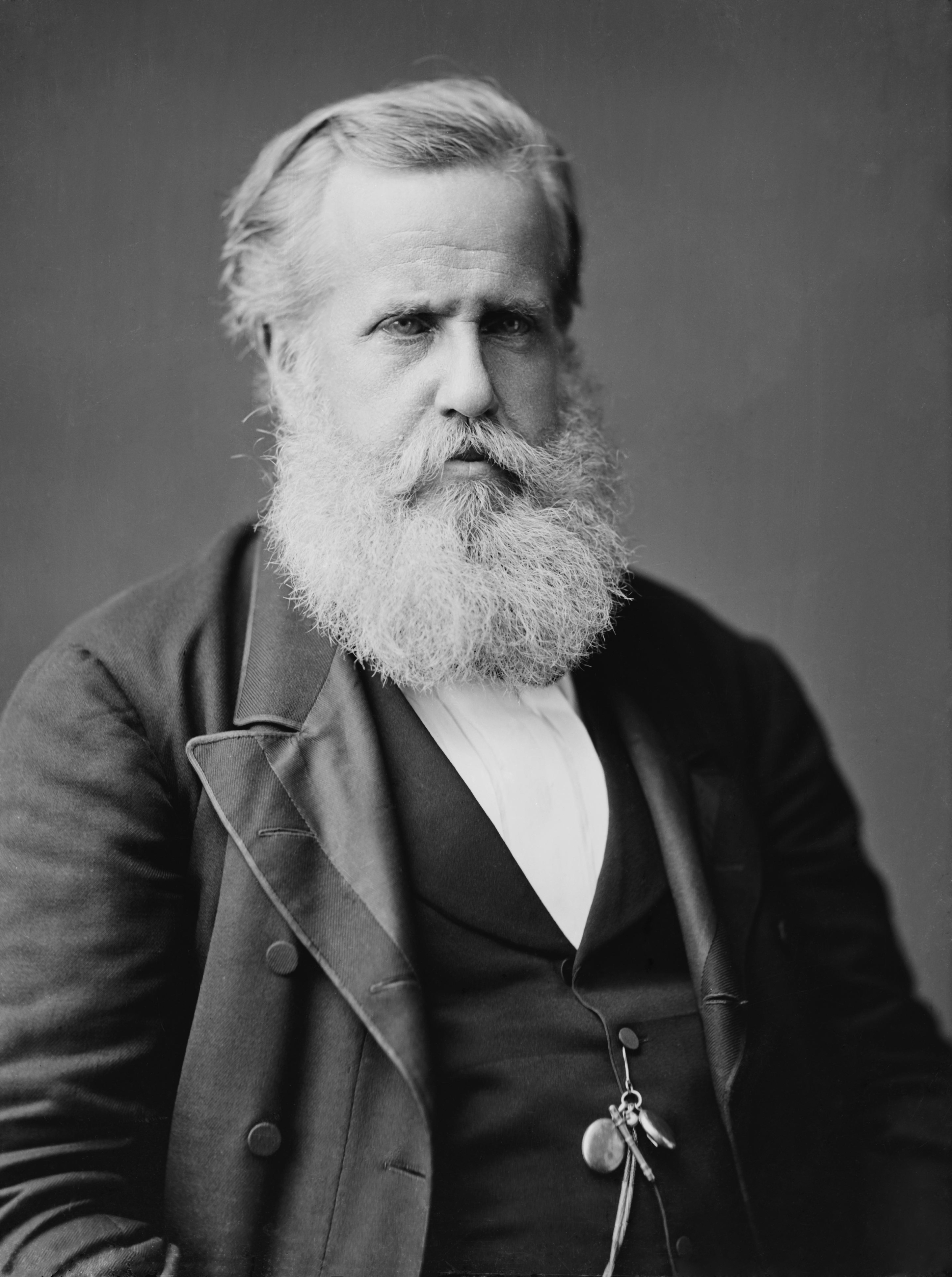
Imperador D. Pedro II - 1876.

Os Corpos de Bombeiros Militares têm por Patrono o Imperador D. Pedro II.
A figura do Imperador representa uma grande nobreza de espírito e coração; tendo recebido excelente educação e disciplina, ficou conhecido como um Monarca humano, sábio, justo, honesto, pacifista e tolerante. Era admirador sincero da modernidade, e foi o criador do primeiro Corpo de Bombeiros do Brasil, em 2 de julho de 1856; data em que se passou a comemorar o Dia Nacional do Bombeiro e a Semana de Prevenção Contra Incêndios. A mais alta condecoração leva o seu nome, Medalha da Ordem do Mérito Imperador Dom Pedro II.

### Hierarquia
Os Corpos de Bombeiros possuem a mesma classificação hierárquica do Exército Brasileiro, com modelos diferenciados de insígnias.

### Telefone de Emergência
Em todo o Brasil o número do telefone de emergência é único e gratuito.
Para solicitar o auxílio dos Corpos de Bombeiros basta discar 193 (UM (1), NOVE (9), TRÊS (3)).

### Cinto Ginástico
O cinto ginásio é uma das mais tradicionais peças que compõem o uniforme dos Corpos de Bombeiros; o qual é usado com poucas modificações, desde 1887. No início ele era um cinto reforçado, feito em algodão e couro, para servir como equipamento de segurança; atualmente é usado apenas para manter a tradição e caracterizar o fardamento de bombeiro. Embora algumas corporações já tenham abandonado essa tradição, originalmente os modelos de cintos são apenas dois:

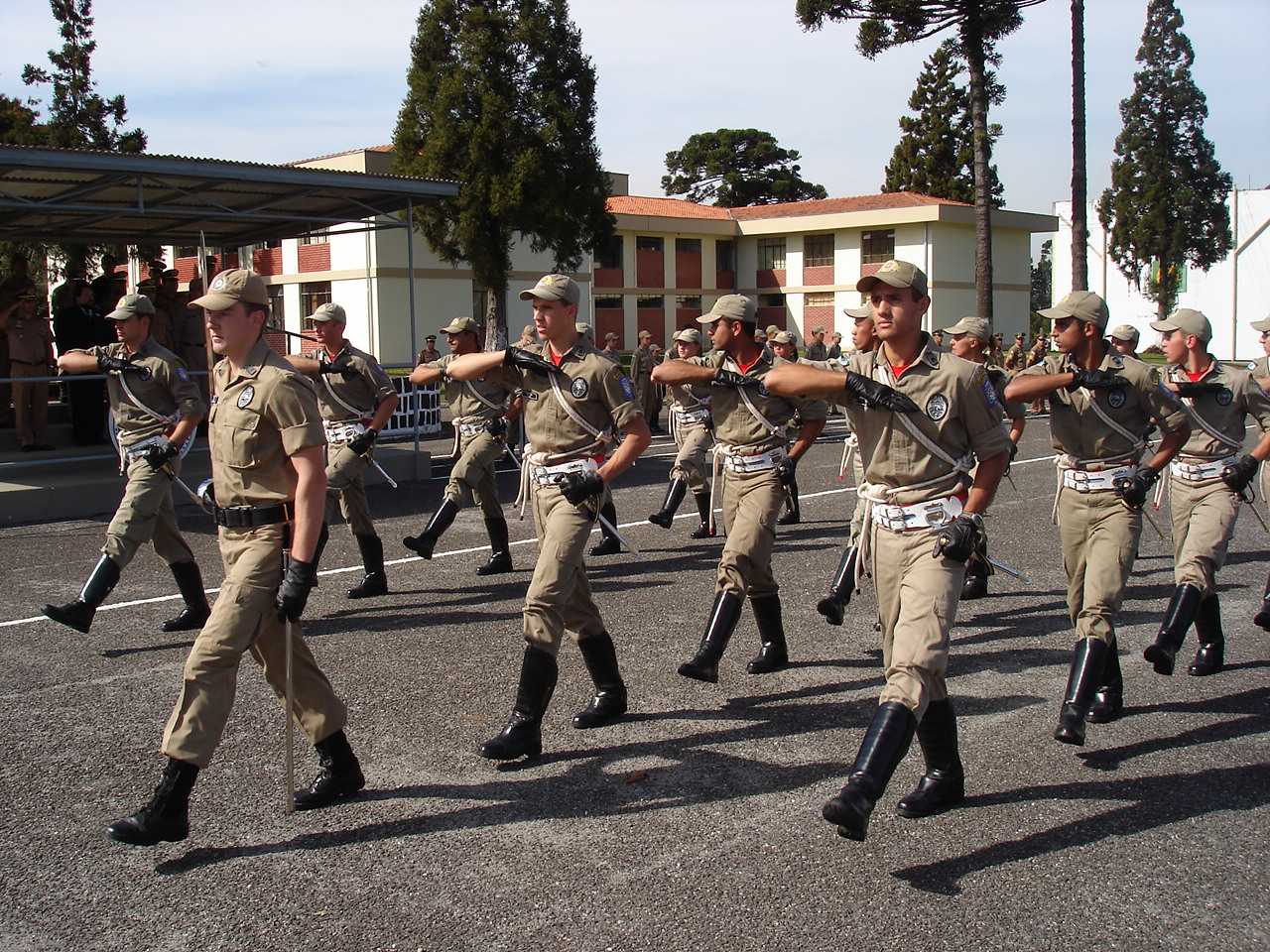
Cadetes da PMPR com cinto ginástico.

Oficiais:
O cinto possui uma faixa horizontal azul, com as fivelas em metal prateado. Na década de 70 as peças em couro foram pintadas de branco.

Praças:
O cinto é todo em vermelho, com as fivelas em metal dourado.

## Especializações
Embora o Corpo de Bombeiro tenha a imagem tradicionalmente associada ao combate a incêndios, há muito tempo essa atividade deixou de ser sua única missão. Desde a década de trinta o CB executa uma ampla variedade de atendimentos especializados.
- Serviço de Guarda Vidas;
- Combate a incêndios florestais;
- Salvamento aquático;
- Resgate em altura;
- Resgate em montanha;

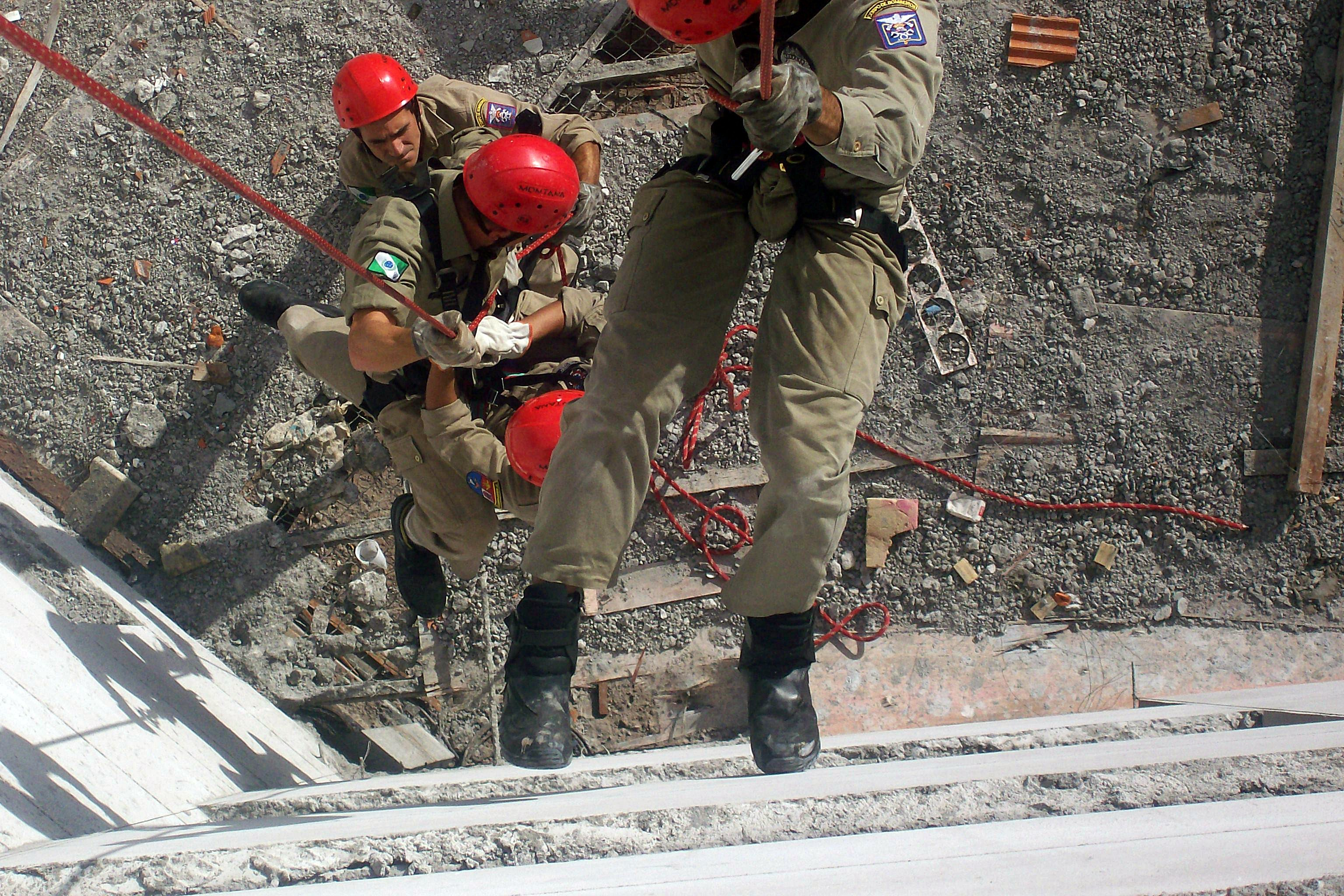
Treinamento de salvamento em altura realizado pelo Corpo de Bombeiros do Paraná.

- Intervenção em incidentes com produtos perigosos; tais como: gáses, inflamáveis, substâncias tóxicas, etc.;
- Vistorias técnicas das condições de segurança em edificações, estádios, ou qualquer outro local de grande concentração de público;
- Serviço de Atendimento Pré-Hospitalar.

## Serviço de Atendimento Pré-Hospitalar
O atendimento pré-hospitalar é atualmente uma das principais atividades do CB.
Ele objetiva atender às vítimas de acidentes, procurando dar socorro imediato adequado e condições ideais de transporte aos hospitais; a fim de evitar o agravamento das lesões e melhorar as condições de sobrevivência do acidentado.
O atendimento é voltado exclusivamente ao trauma (as demais emergências médicas são atendidas pelo SAMU, serviço que atende urgências e emergências de quaisquer natureza, sejam clínicas ou traumáticas); tais como: acidentes de trânsito, atropelamentos, ferimentos por arma de fogo ou arma branca, queimaduras, soterramentos, acidentes de trabalho, ou ainda problemas clínicos com risco iminente de vida.
As equipes são formadas por médicos e bombeiros socorristas.
Médico
O médico é um profissional da área de saúde formado por uma Faculdade de Medicina, e que presta plantão de atendimento junto ao Corpo de Bombeiros.
Socorrista
O Socorrista é um bombeiro formado e treinado através de um curso específico, para dar suporte básico de ajuda. Ele atua sob supervisão médica, direta ou à distância, fazendo uso de materiais e equipamentos especializados.

### Grupamento de Socorro e Emergência do CBMERJ
O Corpo de Bombeiros Militar do Estado do Rio de Janeiro possui um grupamento especializado no atendimento pré-hospitalar; denominado de Grupamento de Socorro e Emergência (GSE). Essa Unidade é completamente militarizada, constituída por oficiais-médicos, oficiais-enfermeiros, sargentos técnicos de emergências médicas (TEM), e cabos técnicos de enfermagem.
No Estado do Rio de Janeiro, através da Secretaria Estadual de Defesa Civil, o Centro de Operações GSE/SAMU (COGS) faz a gestão do serviço pre-hospitalar das ambulâncias do GSE (em todo o Estado do RJ) e do SAMU (cidade do Rio de Janeiro).

## Liga Nacional dos Corpos de Bombeiros Militares do Brasil
A Liga Nacional dos Corpos de Bombeiros Militares do Brasil ( LIGABOM ), partiu da iniciativa dos Coronéis BM José Nilton Matos (CBMDF), Carlos Alberto de Carvalho (CBMRJ) e Jose Ananias Duarte Frota (CBMCE).
A ideia foi apresentada aos Comandantes Gerais dos CBMs, e em 10 de dezembro de 2003 ocorreu a primeira reunião no Estado do Maranhão. Nessa reunião foi eleito o primeiro Presidente, e o Estatuto da Instituição.
Na reunião seguinte, ocorrida no dia 1 de abril de 2004, no Distrito Federal, foi eleito o primeiro Conselho Deliberativo e definida a primeira Diretoria Executiva.
Na terceira reunião, em 8 de julho de 2004, no Rio de Janeiro, realizada juntamente com o Sétimo Seminário Nacional de Bombeiros (VII SENABOM); o qual contou com a presença do Exmo Dr. Humberto Costa, Ministro da Saúde, foi realizado o devido registro e legalização da Liga.
Finalidades
- Participar da formulação, acompanhamento e avaliação das políticas e diretrizes nacionais relacionadas com a Defesa Civil, Segurança Pública, Defesa Social e atividades específicas dos Corpos de Bombeiros Militares, propondo medidas e ações, colaborando ainda nas suas implementações;

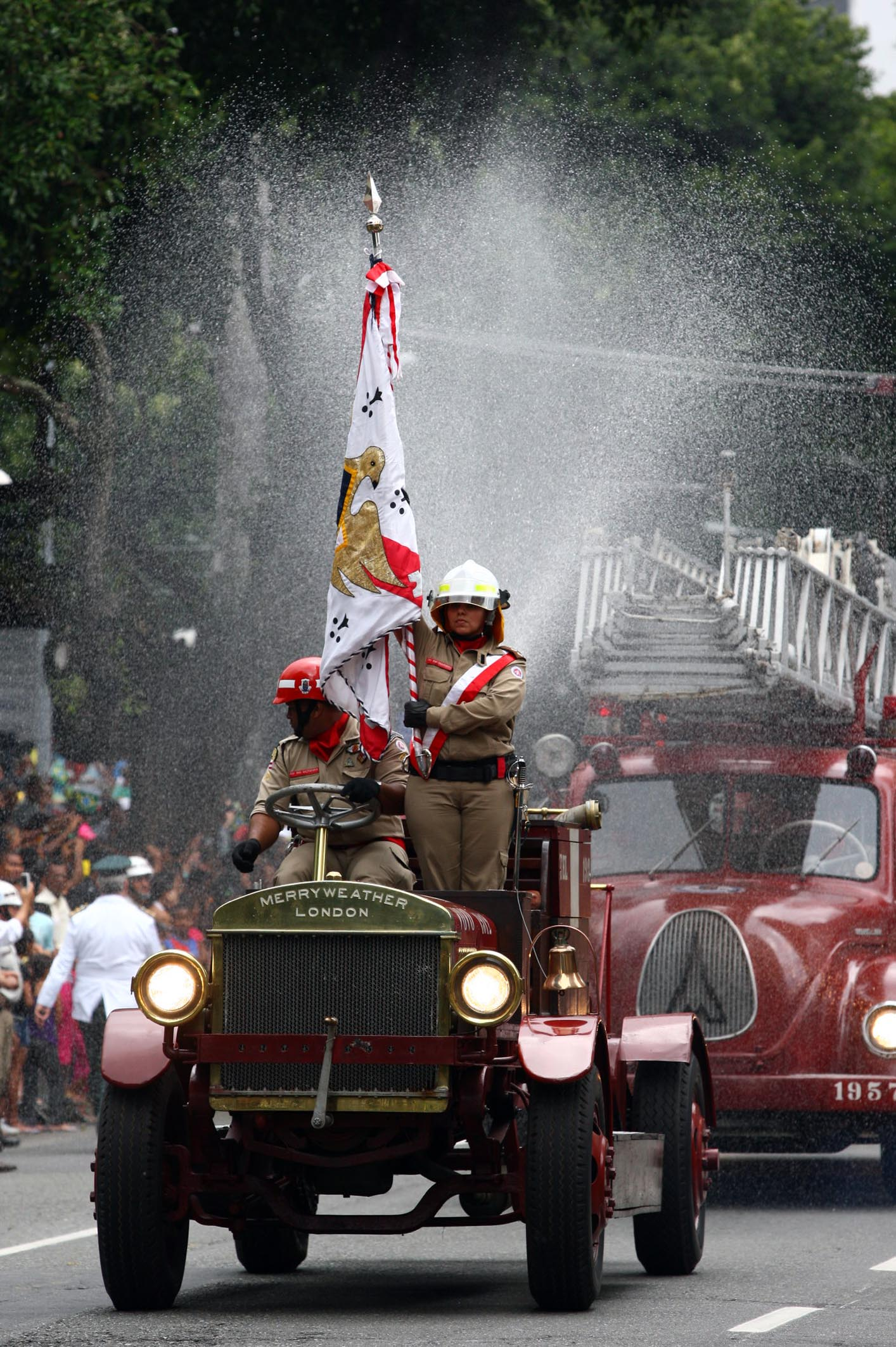
Corpo de Bombeiros da Bahia.

- Acompanhar, em articulação com os órgãos competentes, a implementação da política nacional de Defesa Civil, Segurança Pública e Defesa Social e contribuir para a correspondente formulação de ações em nível regional;
- Indicar os representantes dos Corpos de Bombeiros Militares do Brasil em conselhos, comissões, grupos de trabalho, audiências públicas e outros eventos promovidos em âmbito nacional;
- Buscar o provimento eficaz e eficiente de ações de Defesa Civil e Segurança Pública, visando ao pleno atendimento dos anseios da sociedade para a manutenção da paz social;
- Promover e intensificar a aproximação com os órgãos federais pertinentes, visando à integração de esforços, no sentido do exercício de sua representatividade política e jurídica;
- Promover intercâmbio com organizações nacionais e internacionais objetivando o aprimoramento técnico-profissional e científico dos Bombeiros Militares Estaduais e do Distrito Federal.
- Promover estudos e pesquisas interdisciplinares nas áreas de prevenção, combate a incêndio, busca e salvamento, perícia de incêndio, socorro em emergências médicas pré-hospitalar e outros;
- Apoiar a Secretaria Nacional de Defesa Civil (SNDC) nas ações de atendimento a grandes sinistros no território nacional, bem como apoiar os Corpos de Bombeiros Militares dos Estados e do Distrito Federal, no treinamento e logística;
- Promover a padronização de normas técnicas contra incêndio e pânico, busca e salvamento, perícia de incêndio, emergência pré-hospitalar, bem como a elaboração e distribuição de leituras selecionadas.